# Justicia kiborianensis
Justicia kiborianensis är en akantusväxtart som först beskrevs av Hedrén, och fick sitt nu gällande namn av Vollesen. Justicia kiborianensis ingår i släktet Justicia och familjen akantusväxter. Inga underarter finns listade i Catalogue of Life.